# Хаммерсбах (Гессен)
Хаммерсбах (нем. Hammersbach (Hessen)) — община в Германии, в земле Гессен. Подчиняется административному округу Дармштадт. Входит в состав района Майн-Кинциг. Население составляет 4811 человек (на 31 декабря 2010 года). Занимает площадь 20,15 км².
Община подразделяется на 3 сельских округа.